# Уржумов Станіслав Вікентійович
Станіслав Вікентійович Уржумов (28 листопада 1936, село Рикасиха, тепер Приморського району Архангельської області, Російська Федерація — 16 вересня 1998, Казахстан) — радянський і казахський діяч, секретар ЦК КП Казахстану. Депутат Верховної ради Казахської РСР 11-го скликання. Кандидат економічних наук.

## Життєпис
У 1959 році закінчив Московський інститут сталі і сплавів, інженер-металург.
У 1959—1966 роках — помічник майстра, помічник сталевара, майстер, начальник сектора, майстер цеху Карагандинського металургійного комбінату Казахської РСР.
Член КПРС.
У 1966—1968 роках — заступник начальника Центрального бюро технічної інформації об'єднання «Казчормет».
У 1968—1977 роках — інструктор, інспектор ЦК КП Казахстану.
У 1977—1980 роках — аспірант Академії суспільних наук при ЦК КПРС.
У 1980—1985 роках — секретар Талди-Курганського обласного комітету КП Казахстану. Одночасно, з 1983 по 1984 рік — радник ЦК КПРС в Афганістані.
У грудні 1985 — червні 1987 року — завідувач економічного відділу ЦК КП Казахстану.
У червні — липні 1987 року — завідувач відділу важкої промисловості ЦК КП Казахстану.
27 липня 1987 — 1 листопада 1988 року — секретар ЦК КП Казахстану.
1 листопада 1988 — червень 1990 року — завідувач соціально-економічного відділу ЦК КП Казахстану.
У червні 1990 — березні 1991 року — заступник голови Державної комісії Ради міністрів Казахської РСР із економічної реформи.
У 1991—1992 роках — завідувач відділу Вищої економічної ради при президенті Республіки Казахстан.
У 1991—1996 роках — віцепрезидент Конгресу підприємців Казахстану.
У 1996—1998 роках — віцепрезидент компанії «Розетто».
У 1998 році працював радником президента ТНК «Казхром».
Помер 16 вересня 1998 року.

## Нагороди
- орден Дружби народів
- 4 медалі
- Почесна грамота Президії Верховної ради Казахської РСР